# پارک گون وو
پارک گون وو (کره‌ای: 박건우؛ زادهٔ پارک گون ته در ۵ فوریه ۱۹۹۶) بازیگر اهل کره جنوبی است. او حرفه بازیگری را به عنوان بازیگر کودک در مجموعه‌های تلویزیونی از جمله متاسفم، دوستت دارم (۲۰۰۴)، گرگ و میش (۲۰۰۷) و شرق بهشت (۲۰۰۸) آغاز کرد. او در مجموعه‌های تلویزیونی بک دونگ سو دلاور (۲۰۱۱) و ملکه مه (۲۰۱۲) نیز ایفای نقش کرده‌است.